# Jambaljamts Sainbayar
Jambaljamts Sainbayar (né le 4 septembre 1996) est un coureur cycliste mongol, membre de l'équipe Burgos-Burpellet-BH.

## Biographie
En 2016, Jambaljamts Sainbayar termine quatrième du championnat de Mongolie. En 2017, il se classe quatorzième du championnat d'Asie espoirs puis deuxième de deux étapes sur le Tour du lac Poyang, non inscrit au calendrier UCI. En novembre, il intègre l'équipe continentale taïwanaise RTS-Monton Racing. Le mois suivant, il prend la quatorzième place du Tour de Quanzhou Bay, en Chine.
Au début de l'année 2018, il est médaillé de bronze au championnat d'Asie espoirs.
Il est recruté par l'équipe espagnole Burgos BH pour l'année 2024.

## Palmarès
- 2016
  - 2e du championnat de Mongolie sur route espoirs
- 2018
  -  Champion de Mongolie sur route espoirs
  -  Médaillé de bronze du championnat d'Asie sur route espoirs
- 2019
  - 6e étape du Tour de Fuzhou
  - 2e du championnat de Mongolie du contre-la-montre
  - 2e du championnat de Mongolie sur route
- 2020
  - Tour de Phuket :
    - Classement général
    - 3e étape
- 2021
  - Kahramanmaraş Grand Prix
  - Classement général du Tour de Thaïlande
  - 2e du Germenica Grand Prix
  - 2e du Grand Prix Erciyes
  - 2e du Grand Prix Kayseri
  - 2e du Tour de Mongolie
- 2022
  -  Champion de Mongolie du contre-la-montre
  - Minjzand LLC Race :
    - Classement général
    - 1re (contre-la-montre) et 2e étapes

  - Tour de Mongolie :
    - Classement général
    - Prologue, 1re, 2e (contre-la-montre par équipes), 3e, 6e, 7e et 8e étapes

  - Grand Prix Develi
  - 1re étape du Tour de Sakarya
  -  Médaillé d'argent du championnat d'Asie du contre-la-montre par équipes
  - 2e du Tour de Sakarya
  -  Médaillé de bronze du championnat d'Asie sur route
  - 3e du Grand Prix Gündoğmuş
  - 3e du championnat de Mongolie sur route
- 2023
  -  Champion de Mongolie sur route
  - 2e étape du Tour du Huangshan
  - 3e étape du Tour d'Iran - Azerbaïdjan
  - 2e du Tour de Thaïlande
  - 2e du Tour du Huangshan
  -  Médaillé de bronze du championnat d'Asie du contre-la-montre
  -  Médaillé de bronze de la course en ligne aux Jeux Asiatiques
  - 3e du Tour de Kumano
- 2024
  -  Champion de Mongolie du contre-la-montre
  - 2e du Tour de Mentougou
  - 3e du Tour du Bostonliq
- 2025
  -  Champion de Mongolie du contre-la-montre
  -  Médaillé de bronze du championnat d'Asie sur route

## Classements mondiaux
| Année                                 | 2016  | 2017  | 2018 | 2019 | 2020 | 2021 | 2022 | 2023 | 2024 |
| ------------------------------------- | ----- | ----- | ---- | ---- | ---- | ---- | ---- | ---- | ---- |
| Classement mondial                    | 1769e | 1839e | 608e | 773e | 696e | 392e | 160e | 144e | 320e |
| UCI Asia Tour                         | 319e  | 314e  | 50e  | 38e  | 27e  | 3e   | 2e   | 2e   | 5e   |
|                                       |       |       |      |      |      |      |      |      |      |
| Légende : nc = non classéSource : UCI |       |       |      |      |      |      |      |      |      |